# باشگاه ورزشی یوونتوس
باشگاه ورزشی یوونتوس یک باشگاه فوتبال حرفه‌ای است که در آنتریول، کرالن‌دیک، بونیر، در جزایر کارائیب هلند واقع شده است. در حال حاضر در لیگ بونیر شرکت می‌کند.

## افتخارات
- لیگ بونیر: ۱۷ قهرمانی